# Wetaröarna

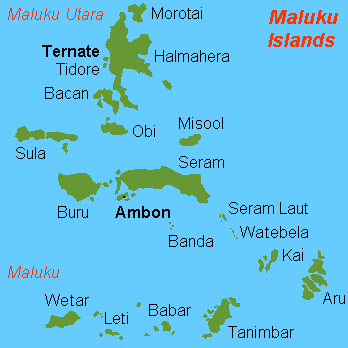
översiktskarta

Wetaröarna efter huvudön eller Barat Dayaöarna (indonesiska Pulau-Pulau Wetar eller Kepulauan Barat Daya tidigare Wetter Eilanden) är en ögrupp i Malukuprovinsen i Indonesien i västra Stilla havet.

## Geografi
Wetaröarna är en del i Moluckerna och ligger ca 2.200 km öster om Djakarta i Bandasjön ca 600 km sydväst om huvudön Ambon och ca 56 km norr om Östtimor. De geografiska koordinaterna är 7°50′ S och 126°30′ Ö.
Ögruppen är av vulkaniskt ursprung och har en area om ca 3.620 km². Den omges av korallrev och öarna täcks till stora delar av tropisk regnskog.
De större öarna är
- Wetar, huvudön, ca 3.600 km², 130 km lång och 45 km bred
- Liran, sydväst om huvudön
- Romang, öster om huvudön
- samt en rad revområden

Wetaröarna är glest befolkade och invånarna är spridda över några få byar längs kusten. Den högsta höjden ligger på ca 1.410 m ö.h.
Förvaltningsmässigt ingår ögruppen i "kabupaten" (distrikt) Maluku Tenggara Barat.

## Historia
Wetaröarna beboddes troligen av melanesier redan ca 1500 f Kr. Kring 1645 övertogs området av Vereenigde Oostindische Compagnie (Holländska Ostindiska Kompaniet).
Öns vulkan Gunungapi Wetar hade utbrott 1512 och 1699.
Nederländerna behöll kontrollen över ögruppen, förutom en kort tid under andra världskriget då området ockuperades av Japan, fram till Indonesiens självständighet.
Efter Indonesiens självständighet 1949 växte missnöjet över centralstyret vilket den 25 april 1950 ledde till ett ensidigt utropande av Republik Maluku Selatan (Republiken Sydmoluckerna) där Wetaröarna ingick. Detta försök till självstyre slogs ned av indonesiska trupper på några veckor.
Oroligheterna mellan muslimer och kristna som drabbades många andra öar (Ambon framför andra) i området drabbade även Wetaröarna där befolkningen till 75 % utgörs av muslimer.